# Republikańskie Społeczne Zjednoczenie „Harcerstwo”
Republikańskie Społeczne Zjednoczenie „Harcerstwo” (RSZH) (ros. Республиканское общественное объединение "Харцерство", РОО "Харцерство", РООХ) – organizacja harcerska kontynuująca tradycje przedwojennego harcerstwa i działająca na terenie dzisiejszej Białorusi, zwłaszcza w skupiskach mniejszości polskojęzycznej – a szczególnie w Grodnie i na Grodzieńszczyźnie. Organizacja należy do międzynarodowej organizacji skautingowej, skupia młodzież polskiego pochodzenia, pragnącą zachować polskie korzenie, tradycję i kulturę i działa pod patronatem Prezydenta Rzeczypospolitej Polskiej.

## Historia
Harcerstwo na Białorusi zaczęło się odradzać w 1989 roku, m.in. dzięki instruktorom z Polski, wśród których znajdował się phm. Jacek Myszkowski. Powstające wówczas drużyny (szczególnie na Grodzieńszczyźnie) działały jako ruch młodzieżowy przy Związku Polaków na Białorusi. Wśród pierwszych drużyn były m.in.:
- 1 Grodzieńska Drużyna Harcerska[7],
- Lidzka Drużyna Harcerską im. Witolda Pileckiego,
- 3 Lidzka Drużyna Harcerska im. Melchiora Wańkowicza.

Osobą odpowiedzialną za harcerstwo z ramienia ZPB był Wiesław Kiewlak, który na Zjeździe Założycielskim 7 września 1997 roku został wybrany na przewodniczącego Związku Harcerstwa Polskiego na Białorusi. Statut nowo utworzonej organizacji harcerskiej uchwalono na tymże zjeździe.  
8 grudnia 1997 roku Ministerstwo Sprawiedliwości Białorusi zarejestrowało ZHPnB. W jego skład wchodziły wówczas 24 drużyny harcerskie i 7 gromad zuchowych w Grodnie, Lidzie, Wołkowysku, Rosi, Sopoćkiniach, Szczuczynie, Słonimiu, Smorgoniach, Mińsku, Mohylewie, Baranowiczach. W roku 1998 harcerstwo na Białorusi zrzeszało 600 osób w 26 drużynach harcerskich i 9 zuchowych.
W grudniu 1998 roku w Brześciu przy Klubie Polskim powstała 1 Brzeska Drużyna Harcerska im. R. Snarskiego, a w 2002 roku przy szkole nr 9 – druga drużyna harcerska im. K. Krahelskiej.
W związku z decyzją władz Białorusi o konieczności ponownej rejestracji wszystkich stowarzyszeń społecznych ZHPnB musiał zmienić swój statut oraz nazwę, co stało się w 1999 roku. W sierpniu 2000 roku organizacja została zarejestrowana ponownie jako Republikańskie Społeczne Zjednoczenie „Harcerstwo” z siedzibą w Domu Polskim w Grodnie.
Pod koniec 2005 roku RSZH na Białorusi liczyło 56 drużyn harcerzy oraz 32 drużyny zuchów (15–30 osób w każdej). Harcerze uczestniczyli w zajęciach szkoleniowych, kursach dla drużynowych, dyskusjach, imprezach, obchodach rocznicowych, pracach porządkowych związanych z odnawianiem polskich cmentarzy i pomników, w wykonywaniu różnorodnych prac dla ZPB, parafii katolickich oraz w jesiennych festiwalach piosenki harcerskiej, obozach harcerskich na Białorusi i w Polsce.
Działalność RSZH napotyka na trudności stwarzane przez władze białoruskie wyrażające się m.in. w zakazach organizowania obozów harcerskich, festiwali piosenek harcerskich.
Mimo że jest RSZH organizacją niezależną od ZPB w l. 2005/2006 padło ofiarą konfliktu w łonie Związku (między Andżeliką Borys a forsowanym przez władze białoruskie Józefem Łucznikiem).
W efekcie działań władz białoruskich harcerstwo w wielu miejscowościach zanikło. RSZH odebrano większość z 16 ośrodków przy Domach Polskich, wybudowanych dla Związku Polaków. W 2006 roku RSZH posiadało 2 Domy Harcerza (w Rosi i Porzeczu), które zostały zarejestrowane jako domy prywatne.
Republikańskie Społeczne Zjednoczenie „Harcerstwo” współpracuje ze Związkiem Harcerstwa Polskiego, np. 12 grudnia 2012 roku naczelniczka ZHP hm. Małgorzata Sinica i skarbnik ZHP hm. Paweł Chmielewski oraz przewodnicząca RSZH pwd. Maryna Jucho podpisali dwustronne porozumienie o współpracy w zakresie programu, metodyki i pracy z kadrą. 
RSZH korzysta także ze wsparcia polskich instytucji rządowych i samorządowych. Według niektórych informacji Zjednoczenie, jako organizacja stroniąca od polityki, korzysta także ze wsparcia władz Białorusi.
RSZH przez długie lata wspierał Jan Bońkowski, kapucyn, proboszcz w Międzyrzeczu na Grodzieńszczyźnie, który prowadził tamtejszą drużynę harcerską. Pod koniec 2009 roku o. Bońkowski został wydalony z kraju przez władze białoruskie.
Liczebność organizacji w różnych latach i wg relacji poszczególnych autorów wahała się od kilkuset zuchów, harcerek i harcerzy, przez 1 tys., 1,5 tys. do 2 tys.. W latach 2006–2016 nastąpił spadek do ok. 400 członków. Według opinii białoruskich i polskich (choć wynikających z różnych przesłanek) na sytuację RSZH negatywny wpływ mają złe relacje państwowe polsko-białoruskie i konflikty w białoruskim środowisku polonijnym, owocujące m.in. rozbiciem tamtejszego ruchu harcerskiego.

## Przewodniczący
- Wiesław Kiewlak (1997–2000[8]), przewodniczący Związku Harcerstwa Polskiego na Białorusi, od 1999 roku Republikańskiego Społecznego Zjednoczenia „Harcerstwo”
- Antoni Chomczukow (2000[3]–2011)
- Maryna Jucho[b] (od 2011[14])

## Umundurowanie, oznaki, symbolika
W zakresie umundurowania i oznak RSZH odwołuje się do polskich tradycji harcerskich, w tym do krzyża harcerskiego. Symbolem RSZH jest także harcerska lilijka położona na zieloną mapę Białorusi (po jej zachodniej stronie, heraldycznej prawej). Tekst Prawa i rota Przyrzeczenia RSZH zamiast słów o służbie Polsce zawierają sformułowanie o służbie swojej ojczyźnie.

## Alternatywne organizacje harcerskie na Białorusi
- Harcerstwo Polskie przy ZPB[19] – utworzone z inicjatywy Mieczysława Jaśkiewicza (nieuznawanego przez władze białoruskie prezesa ZPB) w 2014 roku, podczas organizowanych przez ZPB pod Wołkowyskiem obozów dla młodzieży szkolnej. Przewodniczącą została Anna Żytkiewicz, która uzyskała od ZHR wstępną deklarację o współpracy i podjęła rozmowy z ZHP. Pomocy organizacyjnej przy powstaniu struktury udzielił harcmistrz Antoni Chomczukow, były przewodniczący RSZH, a w jej tworzeniu brali udział harcerze z istniejących dotychczas drużyn harcerskich (m.in. z Drużyny Harcerskiej „Szare Wilki” im. K. Kalinowskiego w Smorgoniach)[20].
- Harcerska Organizacja HORT[c][10] (Харцерская организация "Хорт", Молодежно-спортивное учреждение "Харцерская организация "Хорт")  – zarejestrowana 10 marca 2009 roku w Borysowie[21][22]; przewodniczący – Władimir Wiktorowicz Powietkin[23]; organizacja powiązana[24] z istniejącą od 1993 roku szkołą sztuk walki „Hort”[c], prowadzoną przez Powietkina[23].